# جفولوت

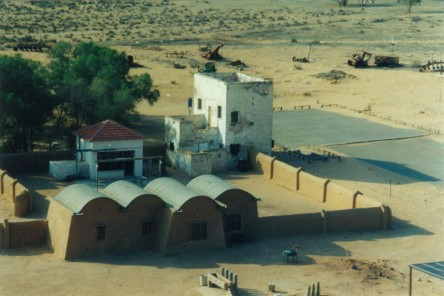
جفولوت

جفولوت (بالعبرية: גְּבוּלוֹת، وتعني الحدود) هو كيبوتس في جنوب إسرائيل. يقع في شمال غربي صحراء النقب، ويخضع لسلطة لمجلس إشكول الإقليمي. في عام 2022، بلغ عدد سكانه 421 نسمة. يقع الكيبوتس على ارتفاع حوالي 120 مترًا فوق مستوى سطح البحر.

## التاريخ
تأسس الكيبوتس على أرض مملوكة للصندوق القومي اليهودي (JNF) في 12 مايو 1943 على يد مهاجرين من رومانيا وتركيا، الذين كانوا أعضاء في مجموعة "كيبوتس أرض إسرائيل جيميل" التابعة لحركة هاشومير ، وذلك بمساعدة مالية من كيرين هايسود - النداء الإسرائيلي الموحد. أُطلق على الكيبوتس في البداية اسم "ميتسبيه جفولوت" (بالعبرية: מִצְפֶּה גְּבוּלוֹת، وتعني نقطة مراقبة الحدود)، وكانت الأولى من بين ثلاث نقاط مراقبة، إلى جانب بيت ايشيل ورفيفيم. كانت ثاني مستوطنة يهودية حديثة في النقب، وأولى المستوطنات في منطقة غزة. كان هدفها حماية أراضي الصندوق القومي اليهودي، بالإضافة إلى دراسة التربة والمناخ في المنطقة وتقييم مدى ملاءمتهما للزراعة.
تم الاعتراف بها ككيبوتس في عام 1946. قبل حرب 1948 العربية-الإسرائيلية، كانت القرية مقسمة إلى جزأين: مجموعة صغيرة من العائلات في موقعها الحالي بعد الحرب، والبقية في القاعدة العسكرية القريبة. خلال الحرب، خدمت القاعدة اللواء الثامن مدرع (إسرائيل). بعد الحرب، في عام 1949، انتقل جميع السكان إلى الموقع الحالي لجفولوت، الذي يقع على بُعد حوالي 1.5 كيلومتر جنوب القاعدة.
المغني الرئيسي لفرقة دوران دوران، سيمون لو بون، عمل في كيبوتس جفولوت. وخلال إقامته هناك، كتب كلمات مبكرة لأغاني "Careless Memories", "The Chauffeur", "Sound of Thunder"، و"Tel Aviv".

## انظر ايضا
11 نقطة في النقب، مشروع الاستيطان الصهيوني.